# وثیقه (فیلم)
قربانی (به انگلیسی: Collateral) فیلم اکشن هیجان‌انگیز نئو نوآر آمریکایی ساخت سال ۲۰۰۴ به کارگردانی و تهیه کنندگی مایکل مان و بر اساس فیلمنامه‌ای از استوارت بیتی و بازی تام کروز و جیمی فاکس است. بازیگران فرعی شامل جیدا پینکت اسمیت، مارک روفالو، پیتر برگ، خاویر باردم و بروس مک گیل هستند. فیلم دربارهٔ مکس، راننده تاکسی لس آنجلسی و مشتری او وینسنت در طول یک شب است. مکس هنگامی که کرایه بالایی برای یک شب به او پیشنهاد می‌شود موافقت می‌کند اما خیلی زود متوجه می‌شود که توسط وینسنت که یک قاتل حرفه‌ای قراردادی است، به گروگان گرفته شده‌است.
ایده فیلم نخستین بار هنگامی که بیتی، فیلمنامه‌نویس فیلم، از فرودگاه سیدنی با تاکسی به خانه برمی‌گشت، به ذهن او متبادر شد. بیتی این ایده را با تهیه‌کننده فیلم، جولی ریچاردسون، در میان گذاشت، که او نیز این ایده را با فرانک دارابونت به اشتراک گذاشت. فیلمنامه نخست به اچ‌بی‌او پیشنهاد داده شد اما اچ‌بی‌او آن را رد کرد. سپس دریم‌ورکس فیلمنامه را خرید اما برای سه سال دست به ساخت آن نزد. پیش از پیوستن مایکل مان، کروز و فاکس به فیلم، میمی لدر، یانوش کامیسکی و فرناندو میرلس هر کدام به عنوان کارگردان در نظر گرفته شدند و راسل کرو و آدام سندلر نیز به ترتیب در حال مذاکره برای بازی در نقش وینسنت و مکس بودند. فیلمبرداری بیشتر در سراسر لس آنجلس انجام شد و اولین فیلم سینمایی بود که با دوربین با کیفیت بالا تامسون ویپر فیلمبرداری می‌شد. موسیقی توسط جیمز نیوتن هوارد، همراه با آهنگ‌های اضافی از آودیو اسلیو و پل اوکنفولد نوشته و ساخته شد.
قربانی در ۶ اوت ۲۰۰۴ در ایالات متحده به نمایش درآمد و فروش جهانی ۲۱۷ میلیون دلاری به دست آورد. وثیقه به ویژه برای بازی کروز و فاکس و کارگردانی مان و تدوین، مورد تحسین منتقدان قرار گرفت، هرچند که نیمه دوم فیلم و ضرب‌آهنگ آن بازخوردهای گوناگونی داشت. قربانی توسط هیئت ملی بازبینی به عنوان یکی از ده فیلم برتر سال ۲۰۰۴ انتخاب شد. در هفتاد و هفتمین دوره جوایز اسکار، فاکس نامزدی بهترین بازیگر نقش مکمل مرد را دریافت کرد. در حالی که تدوینگران فیلم جیم میلر و پل روبل نامزد بهترین تدوین شدند.

## داستان
یک قاتل حرفه‌ای برای کشتن عده ای که قصد شکایت و گواهی علیه یک تبهکار در دادگاه را دارند، اجیر می‌شود، او قصد دارد کارش را در یک شب بدون ایجاد اثری از خود به پایان برساند، یک تاکسی ران را با دستمزد بالا در اختیار می‌گیرد…

## بازیگران
- تام کروز
- جیمی فاکس
- جادا پینکت اسمیت
- مارک رافالو
- پیتر برگ
- بروس مک‌گیل
- خاویر باردم
- دبی مازار
- ایرما پی. هال
- امیلیو ریورا
- جیسون استاتهام
- ریچارد تی جونز

## ساخت

### گسترش
استوارت بیتی، نویسنده استرالیایی، هنگامی که ۱۷ ساله بود و از فرودگاه سیدنی با تاکسی به منزل خود می‌رفت ایده مسافر قاتلی که صندلی پشت نشسته و راننده تاکسی بدون پنهان‌کاری و با اعتماد کامل با او حرف می‌زند را به ذهنش رسید. بیتی ایده خود را در یک نوشته دو صفحه ای با عنوان «آخرین دومینو» خلاصه کرد و سپس شروع به نوشتن فیلمنامه اصلی نمود. داستان اصلی حول یک پلیس زن آفریقایی-آمریکایی که شاهد یک قتل قراردادی بود و همچنین رابطه عاشقانه بین راننده تاکسی و دوست دختر کتابدارش می‌شد. فیلم نهایی شباهت کمی به نوشته نخستین دارد. هنگامی که بیتی با جولی ریچاردسون، که با وی در یک دوره آموزشی فیلم‌نامه‌نویسی در دانشگاه کالیفرنیا، لس آنجلس ملاقات کرده بود، تماس برقرار کرد، خدمتکار یک رستوران بود. ریچاردسون که تهیه‌کننده شده بود و در جستجوی پروژه‌هایی برای فرانک دارابونت، راب فرید و شرکت چاک راسل به نام ادج سیتی (Edge City)که برای ساخت فیلم‌های ژانر کم هزینه برای اچ‌بی‌او ایجاد شده بود، بود. بیتی بعدها ایده خود دربارهٔ «آخرین دومینو» را پیش کشید. ریچاردسون این ایده را به دارابونت ارائه داد، او گروهی را از جمله بیتی، برای جلسه ای گرد هم آورد و پروژه را زیر نظر ادج سیتی پی‌ریزی کرد. پس از دو پیش نویس، اچ‌بی‌او پروژه را رد کرد. بیتی در یک جلسه کلی در دریم ورکس با مارک هایمز، مدیر اجرایی شرکت، نام فیلمنامه را ذکر کرد. هایمس بلافاصله با ریچاردسون تماس گرفت، فیلمنامه را یک شبه خواند و روز بعد دریم ورکس پیشنهادی برای خرید فیلم‌نامه ارائه داد. در پیش نویس نخست قرار بود که فیلم در شهر نیویورک باشد. با این حال، بعداً با تجدید نظر در متن فیلم، صحنه‌های فیلم به لس آنجلس منتقل شد. دارابونت ، فرید و راسل به عنوان تهیه‌کنندگان اجرایی باقی در سمت خود باقی ماندند.

### پیش‌تولید
میمی لدر و فیلمبردار، یانوش کامیسکی، همزمان با کارگردان به پروژه پیوستند. با ابراز علاقه راسل کرو به بازی در نقش وینسنت ، روند ساخت فیلم به پیش رفت. کرو مایکل مان کارگردان فیلم نفوذی را وارد فرایند ساخت کرد، اما پس از تأخیرهای مداوم، کرو از پروژه خارج شد. سپس مان با این ایده که تام کروز در نقش وینسنت و آدام سندلر در نقش مکس بازی می‌کند، سراغ کروز رفت. بعدها سندلر به دلیل تداخل برنامه‌اش با اسپانگلیش از فیلم انصراف داد و جیمی فاکس جایگزین وی شد. بیتی می‌خواست رابرت دنیرو را در نقش مکس بازی کند (این دومین باری می‌شد که دنیرو راننده تاکسی بود اما این بار نقش او کاملاً در تضاد با تراویس بیکل بود). با این حال، استودیو با این درخواست مخالفت کرد و به دنبال بازیگری جوان در این نقش بود. کوبا گودینگ جونیور در مصاحبه ای در سال ۲۰۱۸ فاش کرد که به دلیل نگرانی از اینکه نقش مکس برای او مناسب نبوده، از پیوستن به فیلم خودداری کرده بود. دلیل مان برای انتخاب فاکس همکاری بود که با او در فیلم علی داشت و همچنین معتقد بود که بازی او کیفیتی مشابه کروز را داراست. مان در اینباره می‌گوید "من [کیفیت تام] برای نقش جیمی را در رنگ‌های زنده دیده بودم. شخصیت‌های او بسیار زنده بودند. به همین دلیل من برای نقش بوندینی براون در فیلم علی او را انتخاب کردم. جیمی با تقلید شروع می‌کند، اما سپس در مورد "قرار دادن آن در پایگاه داده" خودش صحبت می‌کند، بنابراین او می‌تواند به سرعت شخصیت را پس از واشکافی مال خود کند." پیش از به دست گرفتن کارگردانی توسط مان، فیلمساز برزیلی، فرناندو میرلس با کارگردانی موافقت کرده بود اما سرآخر به این دلیل که نیاز بود برای هشت ماه در لس آنجلس باشد از کارگردانی دست کشید. میرلس نگاهی کمدی به فیلمنامه داشت، و گفت که می‌خواسته آن را به روشی شبیه به فیلم پس از ساعت اداری از مارتین اسکورسیزی کارگردانی کند.کروز برای آماده شدن برای نقش خود، مخفیانه به عنوان یک تحویل دهنده فدکس کار می‌کرد. مان هدف از این تمرین را شناخته نشدن کروز عنوان کرد.

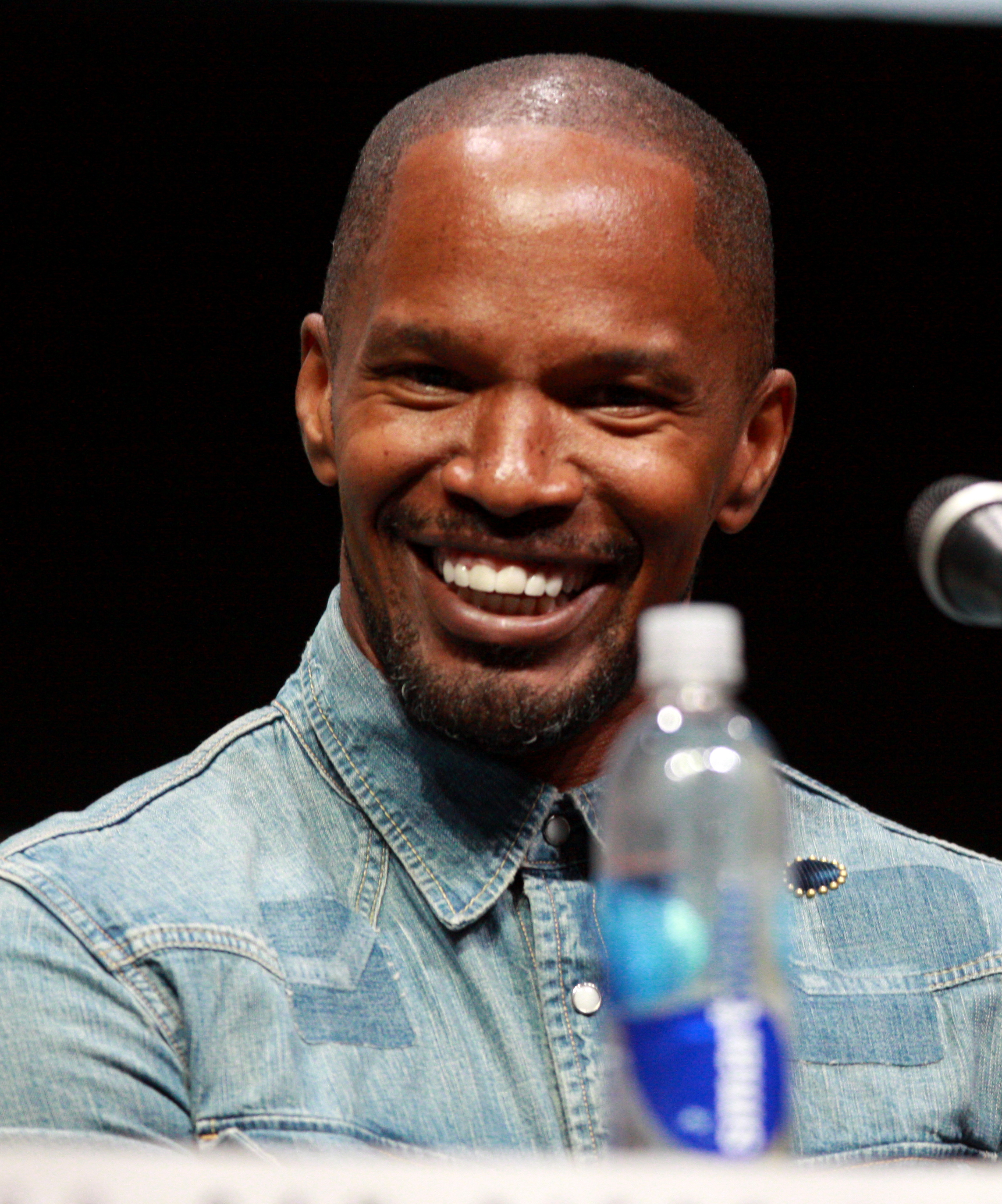
جیمی فاکس برای بازی خود مورد تحسین منتقدان قرار گرفت و نامزد جایزه اسکار بهترین بازیگر نقش مکمل مرد شد.

جیدا پینکت اسمیت، بازیگر نقش آنی، زمانی را با یک وکیل سپری کرد تا بازی خود را بهبود بخشد. وال کیلمر در آغاز به عنوان کارآگاه فانینگ برای بازی در این فیلم برگزیده شد، اما برای بازی در فیلم الکساندر به کارگردانی الیور استون مجبور به کنار گرفتن از فیلم شد و در نتیجه مارک رافالو به جای او نقش را بر عهده گرفت. به همین شکل، دنیس فارینا، که در آغاز برای نقش مأمور پدروسا برگزیده شده بود، به دلیل تداخل برنامه‌ریزی با سریال تلویزیونی نظم و قانون، مجبور به کناره‌گیری شد و با بروس مک گیل جایگزین شد. خاویر باردم در نقشی که در آن زمان «یک نقش کوچک» توصیف می‌شد انتخاب شد. جیسون استاتهام در نقشی که به عنوان «مرد فرودگاهی» شناخته می‌شود ورود کوتاهی داشت. لوئیس لتریر، یکی از کارگردانان فیلم اکشن ترانسپورتر در سال ۲۰۰۲، فاش کرد که استاتهام در صحنه‌ای که به فیلم می‌آید در واقع نقشی که در ترانسپورتر داشته، فرانک مارتین، را بازی می‌کند.

## بازخورد
وثیقه بازخوردهای مثبت و پسندی دریافت کرد. در تارنمای گردآوری دیدگاه راتن تومیتوز، ۸۶٪ از ۲۳۷ بازخورد به فیلم پسند هستند، و فیلم میانگین امتیاز ۷٫۵/۱۰ را دارد. در بازخورد همگانی این تارنما گفته شده: «وثیقه با شاخصه‌های نمایشی مایکل مان و بازی گناهکارانه کروز فیلم هیجان‌انگیز به روز و دیدنی است».تارنمای متاکریتیک، که از میانگین وزنی استفاده می‌کند، بر پایهٔ ۱۶ بازخورد و دیدگاه، امتیاز ۷۱ از ۱۰۰ را به فیلم داد که نشان‌دهندهٔ «بازخوردهای روی هم رفته پسند» است. 

## پیونده‌های بیرونی
- وثیقه در بانک اطلاعات اینترنتی فیلم‌ها (IMDb)
- وثیقه در آل‌مووی
- وثیقه در راتن تومیتوز
- وثیقه در متاکریتیک
- وثیقه در باکس آفیس موجو